# Bulgaria en los Juegos Olímpicos de Atlanta 1996
Bulgaria estuvo representada en los Juegos Olímpicos de Atlanta 1996 por un total de 110 deportistas que compitieron en 17 deportes.  
El portador de la bandera en la ceremonia de apertura fue el jugador de voleibol Dimo Tonev.

## Medallistas
El equipo olímpico búlgaro obtuvo las siguientes medallas:
| Nombre                                                                                   | Deporte            | Competición                    |
| ---------------------------------------------------------------------------------------- | ------------------ | ------------------------------ |
| Oro                                                                                      |                    |                                |
| Stefka Kostadinova                                                                       | Atletismo          | Salto de altura F              |
| Daniel Petrov                                                                            | Boxeo              | Minimosca (48 kg) M            |
| Valentin Yordanov                                                                        | Lucha libre        | 52 kg M                        |
| Plata                                                                                    |                    |                                |
| Serafim Todorov                                                                          | Boxeo              | Pluma (57 kg) M                |
| Toncho Tonchev                                                                           | Boxeo              | Ligero (60 kg) M               |
| Krasimir Dunev                                                                           | Gimnasia artística | Barra horizontal M             |
| Maya Tabakova Ivelina Taleva Viara Vatashka Ina Delcheva Valentina Kevlian Mariya Koleva | Gimnasia rítmica   | Concurso por eqs. F            |
| Yoto Yotov                                                                               | Halterofilia       | 76 kg M                        |
| Emil Milev                                                                               | Tiro               | Pistola rápida de fuego 25 m M |
| Diana Yorgova                                                                            | Tiro               | Pistola deportiva 25 m F       |
| Bronce                                                                                   |                    |                                |
| Sevdalin Minchev                                                                         | Halterofilia       | 54 kg M                        |
| Nikolai Peshalov                                                                         | Halterofilia       | 59 kg M                        |
| Andrian Dushev Milko Kazanov                                                             | Piragüismo         | K2 1000 m M                    |
| Taniu Kiriakov                                                                           | Tiro               | Pistola de aire 10 m M         |
| Mariya Grozdeva                                                                          | Tiro               | Pistola de aire 10 m F         |